# 5th Dimension
Albums de Momoiro Clover Z
Battle and Romance
(27 juillet 2011) Amaranthus
(17 février 2016)
Compilations par Momoiro Clover Z
Iriguchi no Nai Deguchi
(5 juin 2013)
Singles
1. Rōdō Sanka
Sortie : 23 novembre 2011
2. Mōretsu Uchū Kōkyōkyoku Dainana Gakushō "Mugen no Ai"
Sortie : 7 mars 2012
3. Otome Sensō
Sortie : 27 juin 2012
4. Saraba, Itoshiki Kanashimitachi yo
Sortie : 21 novembre 2012

5th Dimension (écrit  5TH DIMENSION sur la couverture) est le second album studio du groupe féminin japonais Momoiro Clover Z sorti en 2013.

## Informations
Il sort le 10 avril 2013 (puis en format vinyle le 4 août 2013) en plusieurs éditions: une édition régulière avec un CD seulement et deux édition limitées écrites A (contenant des chansons (bonus) chantées pendant le live à la première partie au concert de Momoiro Yobanashi Dai-ichi Ya "Hakushū", à Zepp Tokyo le 17 novembre 2012) puis B (contenant CD avec les musiques-vidéos de Neo Stargate et Birth Ø Birth).
Il atteint la 1re place des classements hebdomadaires des ventes de l'oricon et se vend à 180 282 exemplaires durant la première semaine de vente et à 230 363 exemplaires au total.
L'album comprend les 4 singles sortis auparavant en 2011 et 2012: Rōdō Sanka, Mōretsu Uchū Kōkyōkyoku Dainana Gakushō "Mugen no Ai", Otome Sensō et Saraba, Itoshiki Kanashimitachi yo.
Le premier titre de l'album, Neo STARGATE, contient en ouverture la cantate de Carmina Burana pendant les 2 premières minutes. Le 13 mars 2013, la chanson est sortie sur iTunes et Recochoku en téléchargement numérique avant la sortie de l'album,. Le même jour, la vidéo de la chanson a été postée sur la chaîne officielle sur YouTube de Stardust Promotion,,,.

## Formation
- Kanako Momota (leader)
- Reni Takagi
- Momoka Ariyasu
- Shiori Tamai
- Ayaka Sasaki

## Listes des titres
| 1.  | Neo STARGATE                                                                                  |                 | 8:18 |
| 2.  | Kasō Dystopia (仮想ディストピア)                                                              |                 |      |
| 3.  | Mōretsu Uchū Kōkyōkyoku Dai Nana Gakushō "Mugen no Ai" (猛烈宇宙交響曲・第七楽章「無限の愛」) | 7e single major |      |
| 4.  | 5 The Power (5)                                                                               |                 |      |
| 5.  | Rōdō Sanka (労働讃歌)                                                                         | 6e single major |      |
| 6.  | Get Down! (ゲッダーン!)                                                                       |                 |      |
| 7.  | Otome Sensō (Z女戦争)                                                                         | 8e single major |      |
| 8.  | Tsuki no Gingami Hikōsen (月と銀紙飛行船)                                                     |                 |      |
| 9.  | Birth Birth (BIRTH Ø BIRTH)                                                                   |                 | 5:02 |
| 10. | Jōkyu Monogatari ~Carpe diem~ (上球物語 -Carpe diem-)                                         |                 |      |
| 11. | Soratobu! Ozashiki Ressha (宙飛ぶ!お座敷列車)                                                 |                 |      |
| 12. | Saraba, Itoshiki Kanashimitachi yo (サラバ、愛しき悲しみたちよ)                               | 9e single major |      |
| 13. | Hai to Diamond (灰とダイヤモンド)                                                             |                 |      |

| 1.  | Cosmos (秋桜)                                            | Ayaka Sasaki                                  |  |
| 2.  | Hatsukoi (初恋)                                          | Kanako Momota                                 |  |
| 3.  | Namidame no Alice (涙目のアリス)                         | Shiori Tamai                                  |  |
| 4.  | Arigatō no Present (ありがとうのプレゼント)              | Momoka Ariyasu                                |  |
| 5.  | Tsugaru Hantō Tappizaki (津軽半島竜飛崎)                 | Reni Takagi                                   |  |
| 6.  | Erimomisaki (襟裳岬)                                     | Reni Takagi                                   |  |
| 7.  | Datte Ārinnandamōn☆ (だって あーりんなんだもーん☆)       | Ayaka Sasaki                                  |  |
| 8.  | Taiyō to Ekubo (太陽とえくぼ)                            | Kanako Momota                                 |  |
| 9.  | Shōjo Ningyō (少女人形)                                  | Shiori Tamai                                  |  |
| 10. | Nagori Yuki (なごり雪)                                   | Momoka Ariyasu et Minami Kōsetsu (南こうせつ) |  |
| 11. | Kandagawa (神田川)                                       | Momoiro Clover Z et Minami Kōsetsu            |  |
| 12. | Ano Subarashī Ai o mō Ichi Do (あの素晴しい愛をもう一度) | Momoiro Clover Z et Minami Kōsetsu            |  |

| 1. | Neo STARGATE PV  |  |
| 2. | BIRTH Ø BIRTH PV |  |